# Isla de Las Palomas

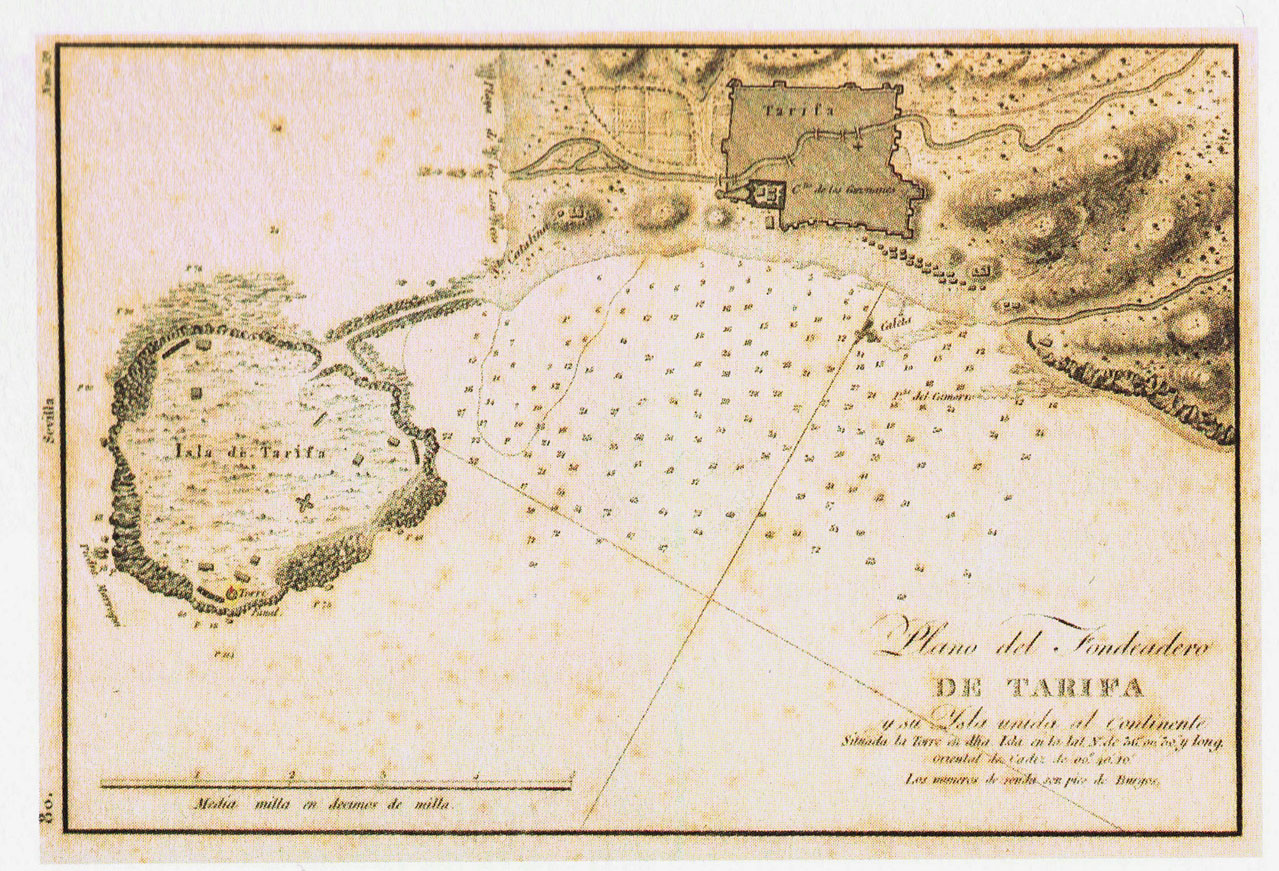
Kaart uit 1813 met daarop Isla de Tarifa met verhoogde weg naar het vasteland

Isla de Las Palomas (letterlijk 'Duiveneiland') is een eiland tegenover de Spaanse stad Tarifa aan de zuidkant van de Punta de Tarifa op het zuidelijkste punt van het Iberisch Schiereiland en continentaal Europa. Het eiland is sinds 1808 via een verhoogde weg met het vasteland verbonden.